# Gölbaşı, Susuz
Gölbaşı là một xã thuộc huyện Susuz, tỉnh Kars, Thổ Nhĩ Kỳ. Dân số thời điểm năm 2010 là 374 người.